# 第一フロンティア生命
第一フロンティア生命保険株式会社（だいいちフロンティアせいめいほけん、英文社名：The Dai-ichi Frontier Life Insurance Co., Ltd.）は日本の生命保険会社。
かつては第一生命保険（現・第一生命ホールディングス）（90%）と損害保険ジャパン（10%）の2社が出資していた。2014年3月、損害保険ジャパンが保有する株式を第一生命保険に譲渡し、第一生命保険の完全子会社となった。

## 沿革
- 2006年（平成18年）12月 - 生命保険業の準備会社として第一フロンティア株式会社設立。
- 2007年（平成19年）
  - 7月 - 生命保険業免許を取得。第一フロンティア生命保険株式会社に商号変更。
  - 10月 - 販売開始。
- 2015年（平成27年）12月 - 本社を東京都品川区大崎に移転。
- 2016年（平成28年）
  - 2015年度の当期純損益が創業以来初めて黒字化。
  - 6月 - 保有契約件数が100万件に到達[2]。
- 2022年（令和4年）4月 - 本社を東京都港区西新橋の日比谷フォートタワーへ移転[3]。

## 主な商品
2017年現在、取り扱う商品は全て貯蓄性の一時払商品である。
- 個人保険
  - 定期支払金付積立利率変動型終身保険、定期支払金付積立利率変動型終身保険（通貨指定型）
    - プレミアレシーブ
- 変額個人保険
  - 積立利率変動型定額部分付変額終身保険（15）、積立利率変動型定額部分付変額終身保険（通貨指定型）
    - プレミアジャンプ2・終身
- 個人年金保険
  - 生存保障重視型個人年金保険
    - プレミアハピネス
- 変額個人年金保険
  - 年金原資運用実績連動保証型変額個人年金保険（11）
    - プレミアステップ・グローバル2